# مشرعة (القفر)

تعديل مصدري - تعديل

مشرعة محلة تابعة لقرية بلاط، التابعة لعزلة بني مسلم بمديرية القفر إحدى مديريات محافظة إب في الجمهورية اليمنية، بلغ تعداد سكانها 399 حسب تعداد اليمن لعام 2004.